# Everything (canción de Buckcherry)
«Everything» es el octavo sencillo por Buckcherry, y tercero de su tercer álbum, 15. La canción es sobre una relación que no está funcionando tan bien como las personas quieren que sea, y dicen que sí tuvieran "todo", sus problemas quizás se resolverían. La canción ha recibido mucha atención de las radios en Canadá y los Estados Unidos.

## Listas
Ha llegado al número 6 en Mainstream Rock Tracks, número 23 en Modern Rock Tracks, número 17 en Bubbling Under Hot 100, y número 50 en Canadian Hot 100.